# Flynn Downes
Flynn Downes (Brentwood, Inglaterra, Reino Unido, 20 de enero de 1999) es un futbolista inglés. Juega de centrocampista y su equipo es el Southampton F. C. de la EFL Championship.

## Trayectoria
Downes comenzó su carrera en las inferiores del Ipswich Town F. C., y fue promovido al primer equipo en la temporada 2017-18. Debutó por el club, y en la EFL Championship, en el primer encuentro de la temporada ante el Birmingham City F. C.
El 31 de enero de 2018 fue enviado a préstamo al Luton Town F. C., en ese momento puntero de la League Two. Disputó 10 encuentros en Luton, el club terminó segundo en la tabla ganando el ascenso a la League One.
En su regreso, se afianzó en el primer equipo, jugó un total de cuatro temporadas, dos en segunda y tres en tercera división. 
El 10 de agosto de 2021 fichó por cuatro años por el Swansea City A. F. C. Solo jugó una temporada, donde registró una eficacia de pases del 92.6%, la más alta de la Football League ese año.
El 7 de julio de 2022 se anunció su traspaso al West Ham United F. C. Debutó en la Premier League el 7 de agosto en la derrota en casa por 2-0 ante el Manchester City F. C. Ese fue el primero de los 35 partidos que disputó durante la temporada, en la que ganaron la Liga Europa Conferencia de la UEFA, y en agosto de 2023 fue cedido al Southampton F. C. Con este equipo ascendió a la Premier League y retornó a mediados de julio tras llegarse a un acuerdo para su venta.

## Selección nacional
Downes fue internacional en categorías inferiores por Inglaterra sub-19 y sub-20.

## Estadísticas
Actualizado al último partido disputado el 25 de mayo de 2025.
| Club                             | Div.          | Temporada     | Liga  | Liga  | Copas nacionales | Copas nacionales | Copas internacionales | Copas internacionales | Total | Total |
| Club                             | Div.          | Temporada     | Part. | Goles | Part.            | Goles            | Part.                 | Goles                 | Part. | Goles |
| -------------------------------- | ------------- | ------------- | ----- | ----- | ---------------- | ---------------- | --------------------- | --------------------- | ----- | ----- |
| Ipswich Town F. C. Inglaterra    | 2.ª           | 2017-18       | 10    | 0     | 2                | 0                | ―                     | ―                     | 12    | 0     |
| Luton Town F. C. Inglaterra      | 4.ª           | 2017-18       | 10    | 0     | ―                | ―                | ―                     | ―                     | 10    | 0     |
| Luton Town F. C. Inglaterra      | Total club    | Total club    | 10    | 0     | 0                | 0                | 0                     | 0                     | 10    | 0     |
| Ipswich Town F. C. Inglaterra    | 2.ª           | 2018-19       | 29    | 1     | 1                | 0                | ―                     | ―                     | 30    | 1     |
| Ipswich Town F. C. Inglaterra    | 3.ª           | 2019-20       | 29    | 2     | 3                | 0                | ―                     | ―                     | 32    | 2     |
| Ipswich Town F. C. Inglaterra    | 3.ª           | 2020-21       | 24    | 0     | 1                | 0                | ―                     | ―                     | 25    | 0     |
| Ipswich Town F. C. Inglaterra    | Total club    | Total club    | 92    | 3     | 7                | 0                | 0                     | 0                     | 99    | 3     |
| Swansea City A. F. C. Gales      | 2.ª           | 2021-22       | 37    | 1     | 2                | 0                | ―                     | ―                     | 39    | 1     |
| Swansea City A. F. C. Gales      | Total club    | Total club    | 37    | 1     | 2                | 0                | 0                     | 0                     | 39    | 1     |
| West Ham United F. C. Inglaterra | 1.ª           | 2022-23       | 21    | 0     | 3                | 0                | 11                    | 0                     | 35    | 0     |
| West Ham United F. C. Inglaterra | Total club    | Total club    | 21    | 0     | 3                | 0                | 11                    | 0                     | 35    | 0     |
| Southampton F. C. Inglaterra     | 2.ª           | 2023-24       | 36    | 2     | 1                | 0                | ―                     | ―                     | 37    | 2     |
| Southampton F. C. Inglaterra     | 1.ª           | 2024-25       | 27    | 1     | 2                | 0                | ―                     | ―                     | 29    | 1     |
| Southampton F. C. Inglaterra     | Total club    | Total club    | 63    | 3     | 3                | 0                | 0                     | 0                     | 66    | 3     |
| Total carrera                    | Total carrera | Total carrera | 223   | 7     | 15               | 0                | 11                    | 0                     | 249   | 7     |
| 1. 2.                            |               |               |       |       |                  |                  |                       |                       |       |       |

## Palmarés

### Títulos internacionales
| Título                             | Club                  | Sede  | Año  |
| ---------------------------------- | --------------------- | ----- | ---- |
| Liga Europa Conferencia de la UEFA | West Ham United F. C. | Praga | 2023 |

### Distinciones individuales
| Distinción                                  | Año     |
| ------------------------------------------- | ------- |
| Ipswich Town: Jugador joven de la temporada | 2017-18 |

## Vida personal
Downes es seguidor del West Ham United.